# Milan Lazarević
Milan Lazarević (Servisch: Милан Лазаревић) (Belgrado, 11 juli 1948) is een voormalig Servisch handballer.
Op de Olympische Spelen van 1972 in München won hij de gouden medaille met Joegoslavië, nadat men in de finale Tsjecho-Slowakije had verslagen. Lazarević speelde zes wedstrijden, waaronder de finale, en scoorde 27 goals.
Abaz Arslanagić · Čedomir Bugarski · Petar Fajfrić · Hrvoje Horvat · Milorad Karalić · Đorđe Lavrnić · Milan Lazarević · Zdravko Miljak · Slobodan Mišković · Branislav Pokrajac · Nebojša Popović · Miroslav Pribanić · Dobrivoje Selec · Albin Vidović · Zoran Živković · Zdenko Zorko